# Binda Group
El Grupo Binda es una empresa italiana de relojería, joyería y artículos de cuero, fundada por Innocente Binda en 1906, con sede en Milán y dirigida por los hermanos Marcello y Simone Binda, nietos del fundador.

## Organización
La empresa posee filiales en ocho países. Las tres unidades de negocio principales de Binda son relojes, joyas y cuero. Produce y distribuye sus propias marcas, incluidas varias empresas. El grupo también otorga licencias de relojes y joyas de Dolce & Gabbana con las marcas D&G Time y D&G Jewels, de Moschino con las marcas Moschino CheapAndChic y Love Moschino, de Ducati Corse y de Nike. En 1997, Binda adquirió los derechos de distribución de los relojes Seiko y Lorus para el mercado italiano.
El grupo opera en más de 70 mercados, con aproximadamente 3200 empleados en todo el mundo, y cerró 2007 con unos ingresos consolidados de 297 millones de euros y ventas de aproximadamente 5 millones de piezas. Entre sus relojes se encuentran los fabricados en el Lejano Oriente, cuyo precio de venta al público es inferior a 100 dólares (75 euros), los fabricados en Suiza, cuyo precio de venta al público es de unos 1.400 dólares (1.000 euros), y los relojes con tourbillon, cuyo precio de venta al público es superior a 184.000 dólares (130.000 euros).
Los dos embajadores de la marca Breil Milano son la actriz ganadora del Oscar Charlize Theron y el actor de cine Edward Norton.

## Filiales

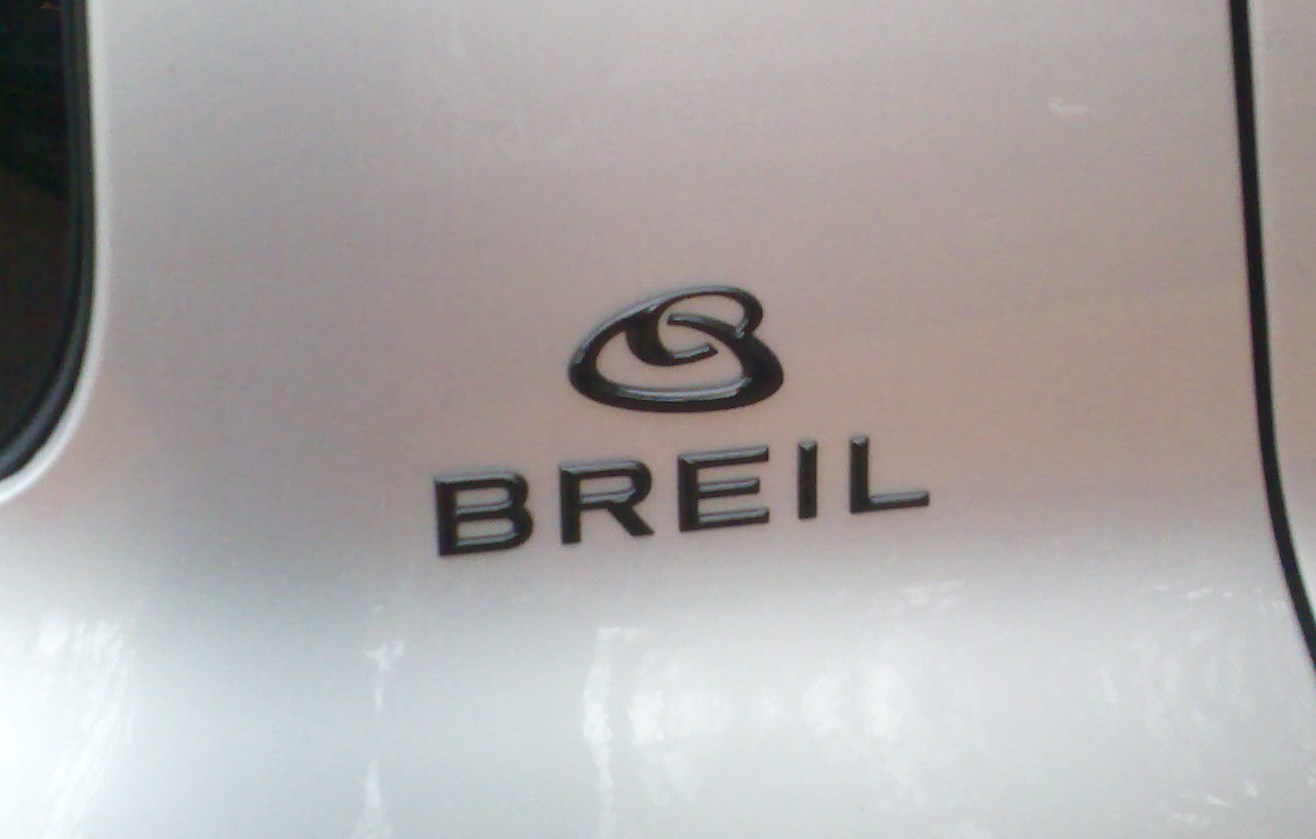
El logotipo de "Breil Milano", aplicado en una edición especial del Renault Modus

Las siguientes empresas son filiales de propiedad absoluta del Grupo Binda:
- Breil
- Vetta
- Wyler Genève
- Hip Hop
- Chronotech
- Freestyle California
- Think Big Jewels
- Feelo